# Associazione Calcio Mobilieri Ponsacco 1995-1996
Questa voce raccoglie le informazioni riguardanti l'Associazione Calcio Mobilieri Ponsacco nelle competizioni ufficiali della stagione 1995-1996.

## Rosa
| N. |                   | Ruolo | Calciatore           |
| -- | ----------------- | ----- | -------------------- |
|    | Italia (bandiera) | C     | Luciano Bizzarri     |
|    | Italia (bandiera) | D     | Alberto Boraschi     |
|    | Italia (bandiera) | C     | Goffredo Carocci     |
|    | Italia (bandiera) | C     | Filippo Casanova     |
|    | Italia (bandiera) | D     | Ugo Cipelli          |
|    | Italia (bandiera) | D     | Andrea Cipolli       |
|    | Italia (bandiera) | C     | Mirko Graziani       |
|    | Italia (bandiera) | P     | Alessandro Lazzarini |
|    | Italia (bandiera) | C     | Giacomo Lazzini      |
|    | Italia (bandiera) | D     | Stefano Macelloni    |

| N. |                   | Ruolo | Calciatore               |
| -- | ----------------- | ----- | ------------------------ |
|    | Italia (bandiera) | P     | Mauro Marchisio          |
|    | Italia (bandiera) | C     | Stefano Marini           |
|    | Italia (bandiera) | A     | Daniele Mazzei (I)       |
|    | Italia (bandiera) | A     | Simone Mucciarelli       |
|    | Italia (bandiera) | D     | Gian Luca Pacioni        |
|    | Italia (bandiera) | A     | Corrado Pilleddu         |
|    | Italia (bandiera) | C     | Edoardo Sacchini         |
|    | Italia (bandiera) | D     | Alessandro Signorini     |
|    | Italia (bandiera) | D     | Massimiliano Tacchinardi |
|    | Italia (bandiera) | D     | Federico Tolomei         |